# Mauro Mejíaz
Mauro Mejías (Biscucuy, Portuguesa, Venezuela; 22 de noviembre de 1930-París, Francia; 23 de octubre de 2000) fue un artista pintor y escultor venezolano, exponente ambiguo de dos tendencias artísticas: el costumbrismo y el surrealismo.

## Biografía
Nace en Biscucuy, pueblito del piedemonte andino venezolano en el Estado Portuguesa, el 22 de noviembre de 1930, de madre indígena y de padre de ascendencia italiana. Transcurre su infancia y parte de su adolescencia en el medio de las costumbres del llano.
Su madre analfabeta tenía mucho talento manual para la producción de artesanías como pequeñas esculturas de algodón y madera para los nacimientos. Murió muy temprano. Melania, su abuela, se encarga de la educación del joven Mauro después de un periodo de nomadismo que lo llevó a Guanare.
Siendo un niño de 13 años, huyendo de los constantes maltratos de su tía Juana, Mauro partió definitivamente de su casa, siguiendo un grupo de hombres que arreaban ganado. Se detuvo en Guacara cerca de Valencia. Allí conoció a Pedro Velíz, un bodeguero muy noble y enjunto que lo adoptó, lo puso a trabajar en el negocio, le dio casa y lo mandó a la escuela, siendo, pues, un personaje decisivo en la vida de Mejíaz. Seis años más tarde, en 1947, Velíz se traslada a Valencia donde abre un botiquín y se lleva consigo al adolescente, a quien se le dejaba tiempo para dibujar cuanto quería con la venia de esa figura paterna. Acá vale resaltar que en Valencia conoce al Prof. Carlos Campos quien le dio ánimos para estudiar pintura y es quien luego lo encaminara al mundo del arte llevándole a la escuela de Bellas Artes en Valencia, Carlos Campos era estudiante de la escuela de Bellas Artes siendo Braulio Salazar su maestro así mismo es quien lleva Mauro a conocer al pintor y profesor suyo Braulio Salazar en la escuela de Artes en donde este queda siendo su alumno.
Para sobrevivir, Mauro jugaba y apostaba al billar y otros juegos. "El dibujo -dirá Mejíaz- era para mí como el lenguaje, una cosa tan natural que nunca hubiera podido imaginar que pudiera ser una profesión". El adolescente Mauro, nutriéndose de estampas de libros escolares, de reproducciones de periódicos y revistas, ejercía al lado de varios oficios saltuarios, el trazado de enseñanzas populares como los carteles o anuncios de las casas comerciales de Valencia.
Su labor le permitirá reducir los años de obligatorio aprendizaje en la Escuela de Artes (1948-1952).
Enseña historia del arte en un colegio de monjas y se convierte en profesor asistente de la escuela con un magro sueldo, además de mantener sus actividades como cartelista de cine, publicista, decorador de las carrozas de Carnaval y de fastos públicos religiosos, mientras devora toda la información que cae bajo sus sentidos sobre esoterismo, parapsicología y ciencias ocultas.
Hablando de su arte Mejíaz dirá: 

Mi único maestro, Braulio Salazar me enseñó la técnica y el dibujo a la perfección. Todavía conservo ese apego a la técnica no solo a nivel de acabado sino en la consistencia de la obra, en su perdurabilidad, el tiempo máximo en proporción a la materia con la que es realizada.

## Carrera artística
Sus esfuerzos empiezan a dar sus frutos. En 1952 Mejíaz presenta su primera exposición individual en el Hotel Carabobo de Valencia, expone en el Salón Oficial Anual de Arte Venezolano en el Museo de Bellas Artes de Caracas y obtiene dos meritorios galardones :el Premio de Pintura y el Premio de Escultura del Club de Leones en el Salón Arturo Michelena del Ateneo de Valencia.
Ya la operatividad de Mejíaz se hace indetenible : varias veces exhibe sus obras en el Salón Anual Planchart de Pintura. Sin embargo, su pintura comienza a alarmar y a ser incomprendida. Dos vertientes artísticas lo inquietan. Una de ellas deriva del muralismo mexicano, correlato de la revolución mexicana, dándose origen al nativismo del siglo XX en Latinoamérica de algún modo anunciado por el costumbrismo de la centuria anterior, se trata de una combinación sintética de la representación de lo autóctono etnográfico y la denuncia del orden social se había expandido por toda Iberoamérica con autores como Sabogal, Berdecio, Kingman, Guayasamín, Portinari, Cavalcanti, Berni y en Venezuela Hector Poleo, Gabriel Bracho, Armando Barrios, César Renginfo, José Dávila, Carlos Cruz Diez y Mauro Mejíaz.

### Onirismo
La otra corriente es onírica, imaginaria, cercano al surrealismo cuyos finos filamentos unen el cielo y la tierra. Gran parte de esta corriente de pintura desviaran en las próximas décadas hacia el surrealismo influido por Tanguy y Dalí. Mauro Mejíaz se recogerá sobre él mismo durante un periodo llamado " visceral ", porque las imágenes de su pintura son órganos y articulaciones internos. A pesar de la intensa actividad que despliega Mejíaz participando en numerosas exposiciones colectivas, lo llamaron en Barcelona para fundar y dirigir la Escuela de Artes Plásticas, a lo cual añade el encargarse de la página cultural del diario Antorcha. Sus lecturas están dirigidas hacia el esoterismo : Swedenborg, Madame Blavatsky, Novalis y otros autores como lo explica Alain Bosquet, a partir de 1955 aparece una obra muy personal que marca los jalones de un auténtico inicio de pintor.
Traduce sus aspiraciones profundas y determinara su técnica casi de una manera exclusiva en lo sucesivo e irrevocablemente. Mauro Mejíaz considera que el pincel es rey y que con una tenue capa de pintura tradicional puede expresar todo su mundo íntimo sin recurrir a artificios revolucionarios ni a pujas fáciles.Su novedad, y de ello es plenamente consciente, estriba en su inspiración onírica y no en el empleo de recursos chillones o extravagantes. En cuanto a su universo interior es tan imposible de comprobar como profusa su significación : es una visión tan original como incalificable para que pueda prevalecer ninguna apelación exclusiva, pintura fantástica que no responde a la definición de lo fantástico, surrealismo en disconformidad con sus divisas, pintura onírica que se contenta pura y simplemente de registrar los sueños.